# Nursultan Abiševič Nazarbajev
Nursultan Abiševič Nazarbajev (kaz. Нұрсұлтан Әбішұлы Назарбаев), kazahstanski politik, * 6. julij 1940.
Nazarbajev je kazahstanski politik in ima trenutno dosmrtno funkcijo vodje Varnostnega sveta Kazahstana, pred tem pa je bil prvi predsednik Kazahstana (od 24. aprila 1990 do svojega odstopa 19. marca 2019). V njegovo čast je kazahstanski parlament sprejel sklep, s katerim so glavno mesto Astano preimenovali v Nursultan.

## Predsedniška funkcija
Nazarbajev je kot prvi sekretar komunistične partije postal vodja Kazahstana že leta 1989, ko je bil Kazahstan še del Sovjetske zveze. Po razglasitvi neodvisnosti pa je bil izvoljen kot prvi predsednik države. Z veliko večino je bil nato štirikrat izvoljen za predsednika države na volitvah, ki jih mednarodni opazovalci niso nikoli priznali kot svobodne in demokratične. Aprila 2015 je Nazarbajev na volitvah zmagal s skoraj 98 % glasov.
Sodi med voditelje nekraljevskega porekla z najdaljšim stažem službovanja na svetu, ki je Kazahstanu predsedoval skoraj tri desetletja. Dobil je naziv "voditelj naroda" (elbasi). Nazarbajeva je več organizacij za človekove pravice obtožilo kršitve človekovih pravic in vodenja avtoritarnega režima. Leta 2010 je napovedal reforme za spodbuditev večstrankarskega sistema. Januarja 2017 je Nazarbajev predlagal ustavne reforme, ki bi pooblastila delno prenesel na parlament Kazahstana.

## Po odstopu s predsedniške funkcije
Zaradi svojega »zgodovinskega poslanstva« je dobil dosmrtno pravico, da daje predloge o oblikovanju države, notranji in zunanji politiki ter nacionalni varnosti. Poleg tega morajo organi in institucije kazahstanske države njegove predloge upoštevati.
Kot je poročal The Economist, kljub svojemu odstopu še vedno ostaja v ozadju vodenja države. The Moscow Times je njegov odstop ocenil kot poskus, da bi ostarel na čelu države in bi se izognil manj prijetni usodi drugih avtoritarnih vladarjev. V mesecu po svojem odstopu se je srečal z južnokorejskim predsednikom Moon Jae-inom in madžarskim premierjem Viktorjem Orbánom, ko sta obiskala Kazahstan. Njuna srečanja z Nazarbajevom so potekala ločeno od srečanj s predsednikom Tokajevom, ki je de jure vodja države. Dva dni po svojem odhodu s funkcije se je udeležil praznovanj v Nauruzu, kjer ga je pozdravilo civilno prebivalstvo. Glede nastanitve kot prvega predsednika je znano, da je bil njegov osebni urad (danes znan kot Kokorda) iz predsedniške palače preseljen na drugo lokacijo v glavnem mestu.

## Odlikovanja in nagrade
Leta 2002 je prejel zlati častni znak svobode Republike Slovenije z naslednjo utemeljitvijo: »za zasluge pri utrjevanju prijateljskih meddržavnih odnosov med Republiko Slovenijo in Republiko Kazahstan«.

### Kazahstan
- Red Zlatega orla[18]
- Medalja "Astana"
- Medalja "10 let neodvisnosti Republike Kazahstan"
- Medalja "10. obletnica oboroženih sil Republike Kazahstan"
- Medalja "10. obletnica Ustave Republike Kazahstan"
- Medalja "V spomin stoti obletnici Kazahstana"
- Medalja "10 let parlamenta Republike Kazahstan"
- Medalja "50 let Deviških otokov"
- Jubilejna medalja "60 let zmage v veliki domovinski vojni 1941-1945"
- Medalja "10 let mesta Astane"
- Medalja "20 let neodvisnosti Republike Kazahstan"

### Sovjetska zveza
- Red rdečega transparenta
- Red simbola časti
- Medalja "Za razvoj Deviških otokov"
- Jubilejna medalja "70 let oboroženih sil ZSSR"

### Ruska federacija
- Red svetega Andreja apostola prvogovornega[19]
- Medalja "V počastitev 1000-letnice Kazana"
- Medalja "V počastitev 300-letnice Sankt Peterburga"
- Medalja "V počastitev 850-letnice Moskve"
- Red Aleksandra Nevskega[20]
- Red Ahmeda Kadirova (Čečenija)
- Red "Za zasluge za Očetovstvo" (Tatarstan)[21]

### Tuje nagrade
- Afganistan: Nagrada Amir Amanullah Khan[22]
- Avstrija: Velika zvezda odlikovanja časti za zasluge Republiki Avstriji
- Azerbajdžan: Red Heydar Alijev[23]
- Belorusija: Red prijateljstva med ljudmi[24][25]
- Belgija: Grand Cordon Reda Leopolda
- Kitajska: Red prijateljstva[26][27]
- Hrvaška: Red kralja Tomislava
- Egipt: Grand Cordon velikega Nilskega reda
- Estonija: Red križa Terra Mariana
- Finska:  Red Bele vrtnice Finske
- Finska: Reda leva Finske
- Francija: Grand Croix od Légion d'honneur
- Grčija: Veliki križ Reda Odkupitelja
- Madžarska: Red za zasluge Republike Madžarske
- Italija: Viteški veliki križ z ovratnikom reda za zasluge italijanske republike
- Japonska: Red krizanteme[28]
- Kirgizistan: Zlati red v čast 1000-letnice Manasa[29]
- Latvija: 1. razred z verigo Reda treh zvezd[30]
- Litva: Red Vitavta Velikega (5. maj 2000)[31]
- Luksemburg: Veliki križ Reda hrastove krone
- Monako: Veliki križ reda Saint-Charlesa[32]
- Poljska: Red belega orla
- Katar: Red neodvisnosti
- Romunija: Trak reda Zvezde Romunije
- Srbija: Red Republike Srbije[33][34]
- Slovaška: Veliki križ (ali 1. razred) Reda belega dvojnega križa (2007)[35]
- Španija: viteški ovratnik reda Izabele katoličanke (2017)[36]
- Tadžikistan: Red Ismoili Somoni
- Turčija: Prvi razred Reda Republike Turčije (22. oktober 2009)[37]
- Združeno kraljestvo: Častni viteški veliki križ reda sv. Mihaela in svetega Jurija
- Ukrajina: Red svobode (Ukrajina)
- Ukrajina: Red kneza Jaroslava Modrega, 1. razred
- Združeni arabski emirati: red Zayeda

### Drugo
- Jordanija : Po njem se imenuje ulica v Ammanu .
- World Turks Qurultai: Turk El Ata (duhovni vodja turškega naroda).[38]
- Rusija: Ulica v osrednjem delu Kazana je dobila ime po njem.